# Erisipeloide
Erisipeloide é uma doença infecciosa causada pelo Erysipelothrix rhusiopathiae pelo contato sanguíneo com um animal ou carne infectado (geralmente um arranhão, mordida ou por contato com carne crua ou mal passada). Geralmente se restringe a pele (erisipeloide cutâneo ou de Rosenbach), raramente migrando e causando uma infecção generalizada (septicemia). Mais comum entre veterinários, pescadores, açougueiros, cozinheiros e tratadores de animais.

## Causa
O Erysipelothrix é uma bactéria bacilar gram-positiva que pode ser encontrada em peixes, aves, mamíferos e moluscos. Na pele, essa bactéria é capaz de produzir certas enzimas que ajudam a dissecar o seu caminho através dos tecidos como neuraminidase. Esta enzima ajuda o micro-organismo a invadir tecidos e entrar na corrente sanguínea. Além disso, duas proteínas de superfície adesivas, RSPA e RSPB, servem para ajudar o micro-organismo a se prender tanto a tecidos vivos, como colágenos tipo I e IV, quanto a superfícies abióticas, como poliestireno. Quando entra na corrente sanguínea pode causar problemas cardíacos, neurológicos e articulares sérios.

## Sinais e sintomas
Na pele causa uma mancha vermelha, sensível e quente (eritema). Geralmente o organismo elimina a bactéria por conta própria sem deixar sequelas. Raramente, porém, o organismo consegue entrar na corrente sanguínea (bacteremia) causando problemas cardíacos, neurológicos ou articulares e sintomas de infecção bacteriana como febre, dor e mal estar. 

## Epidemiologia
É comum em diversos animais domésticos e selvagens, fazendo parte de sua flora normal, sendo encontrado em cerca de 20 a 40% do gado saudável, especialmente em porcos, com algumas fazendas chegando a ter 98% dos seus animais como portadores pouco ou nada sintomáticos. Insetos também são vetores, porém não há registros de transmissão por picadas de insetos.

## Tratamento
No raro caso de bacteremia, diversos antibióticos provaram ser eficientes, como penicilina, cefalosporina, ceftriaxona ou ciprofloxacino sozinha ou em combinação com eritromicina ou rifampina. O tratamento pode ser por via oral por 5 a 7 dias ou intramuscular em dose única. A bactéria é naturalmente resistente a vancomicina.

## Prevenção
Limpar superfícies que entram em contato com animais ou carne com desinfectante, usar luvas e cozinhar bem a carne ajuda a prevenir essa infecção.